# Анрі Арнодо
Анрі Арнодо (фр. Henri Arnaudeau, 23 квітня 1922, Бордо — 23 жовтня 1987, Сен-Дізьє) — французький футболіст, що грав на позиції нападника, зокрема за «Бордо» та національну збірну Франції.

## Клубна кар'єра
У дорослому футболі дебютував 1940 року виступами за команду «Бордо», в якій провів три сезони. 1941 року ставав у цьому клубі володарем Кубка Франції. 
Протягом 1943—1944 років захищав кольори клубу «Бордо-Гієнн».
Після звільнення Франції від німецької окупації продовжив виступи за «Бордо», де провів ще чотири роки.
Згодом з 1948 по 1954 рік грав за «Ред Стар», «Стад Франсе» та паризький «Расінг».
Завершував ігрову в рідному «Бордо» протягом 1953–1954 років.

## Виступи за збірну
1942 року дебютував в офіційних матчах у складі національної збірної Франції. Протягом наступного десятиріччя провів у її формі 6 матчів, забивши один гол.
Помер 23 жовтня 1987 року на 66-му році життя в Сен-Дізьє.

## Титули і досягнення

### Командні
- Володар Кубка Франції (1):

«Бордо»: 1940-1941

### Особисті
- Найкращий бомбардир Дивізіону 2 (1):

1947-1948 (28 голів)